# 姚九功
姚九功（1523年—？），字惟敘，號雙峰，山西潞安府襄垣縣人，民籍，明朝政治人物。

## 生平
嘉靖二十五年（1546年）丙午科山西鄉試第五十五名。嘉靖二十六年（1547年）丁未科第二甲第六十七名進士。户部觀政，授河南许州知州，升刑部员外郎，歷官陕西佥事、右参议、兵备副使、甘肃行太仆寺卿。

## 家族
曾祖姚海；祖父姚仁，曾任省祭官；父姚珊。母李氏。具庆下。兄九思、九卿。弟九阳。子学颜、学曾、学孟。